# Muzeum Kryminalistyki w Gdańsku
Muzeum Kryminalistyki – muzeum znajdujące się w Gdańsku, które mieści się przy ul. Bażyńskiego 6 w budynku Wydziału Prawa i Administracji Uniwersytetu Gdańskiego. Jedyna w Polsce placówka tego rodzaju.

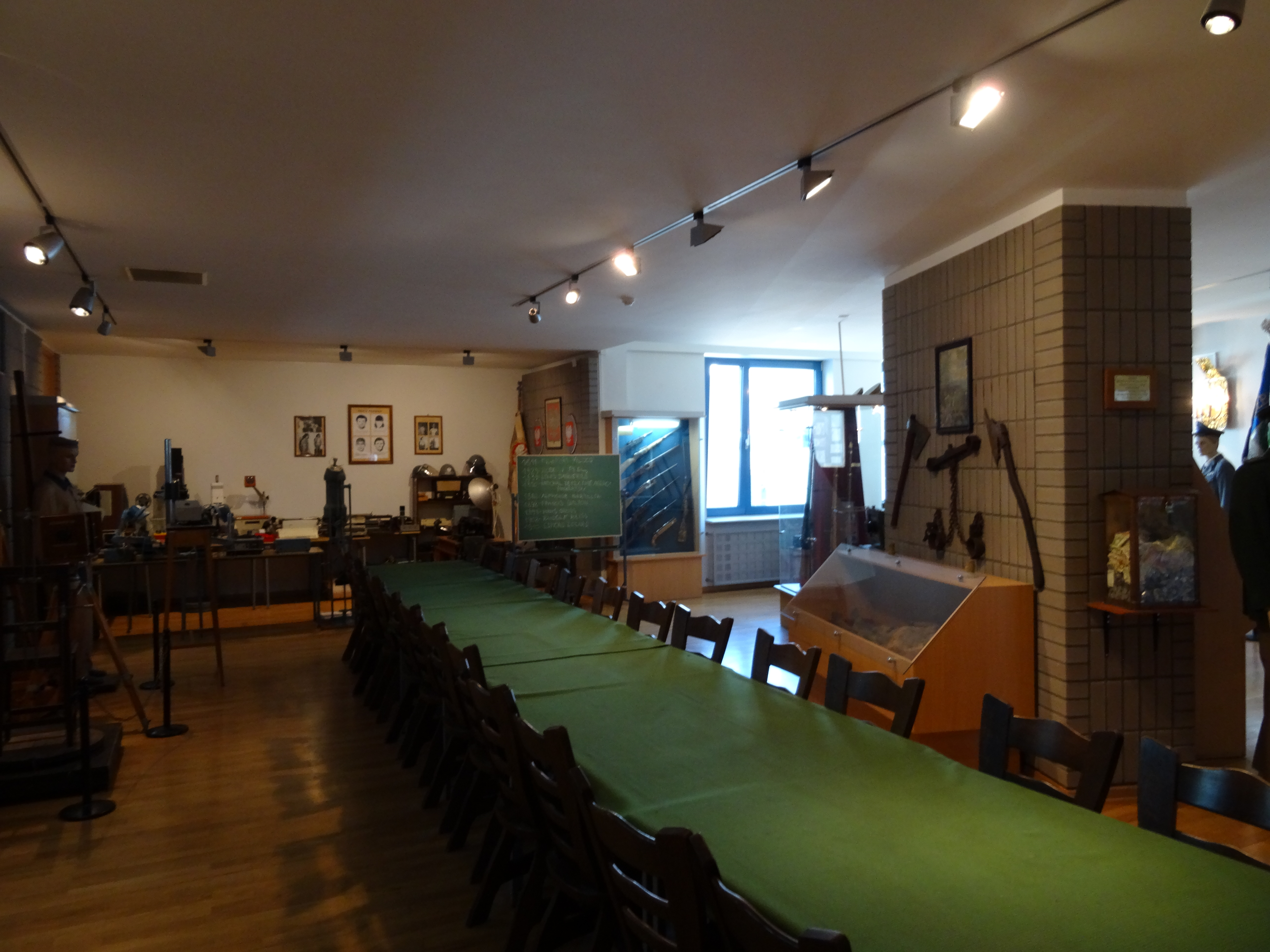
Ekspozycja Muzeum Kryminalistyki

Zbiory muzeum są gromadzone od przeszło 30 lat, wcześniej znajdowały się w Katowni i Wieży Więziennej na Targu Węglowym w Gdańsku, zlokalizowana była tam Pracownia Kryminalistyki Uniwersytetu Gdańskiego. Po przeniesieniu do nowo wybudowanej siedziby Wydziału Prawa i Administracji Uniwersytetu Gdańskiego w Oliwie służyły głównie w procesie dydaktycznym studentom UG. Zbiory można było oglądać od początku ich gromadzenia, ale formalnie muzeum zostało utworzone 28 czerwca 2012 roku, a od stycznia 2013 zostały udostępnione szerszej publiczności.
W muzeum jest dział broni i amunicji, gdzie zgromadzono m.in. broń palną, pneumatyczną, zabytkową, sportową i wojskową oraz wyposażenie i umundurowanie policyjne i wojskowe, broń gazową, alarmową, sygnałową, broń białą, przedmioty przeznaczone do obezwładniania osób za pomocą energii elektrycznej, broń samodziałową oraz siekiery i kusze. W skład zbioru wchodzą też eksponaty związane z medycyną sądową, dokumentacja kryminalistyczna głośnych spraw kryminalnych, zbiory z zakresu fotografii kryminalistycznej, przedmioty służące do popełniania czynów zabronionych oraz pochodzące z przestępstw, m.in. narzędzia włamań, przyrządy i sprzęt kryminalistyczny służący do ujawniania i zabezpieczania śladów na miejscach zdarzeń oraz urządzenia do pomiaru prędkości, sfałszowane banknoty i monety polskie oraz zagraniczne, a także przedmioty zarekwirowane osadzonym w zakładach karnych i aresztach śledczych.
Część zbiorów poświęcona jest jednemu z bardziej znanych seryjnych morderców – działającemu na terenie Pomorza „Skorpionowi”. Można zobaczyć szubienicę, na której w 1987 wykonano na nim wyrok śmierci. Znaczna część eksponatów pochodzi z dokonanych przestępstw, jednym z eksponatów jest zmumifikowane ciało mężczyzny, liczące sobie ok. 300 lat. Są tu też ekspozycje dotyczące największych tragedii, przy jakich pracowali pomorscy policjanci i prokuratorzy, jak zawalenie się w wyniku eksplozji gazu w 1995 r. wieżowca w Gdańsku (zginęły wówczas 22 osoby) czy katastrofa autobusu w Gdańsku-Kokoszkach, w której były 32 ofiary śmiertelne.
Zbiory zgromadzone zostały we współpracy m.in. z Sądem Okręgowym w Gdańsku, Prokuraturą Okręgową w Gdańsku, pracownikami Laboratorium Kryminalistycznego Komendy Wojewódzkiej Policji w Gdańsku oraz Katedry i Zakładu Medycyny Sądowej Gdańskiego Uniwersytetu Medycznego.